# 日羅

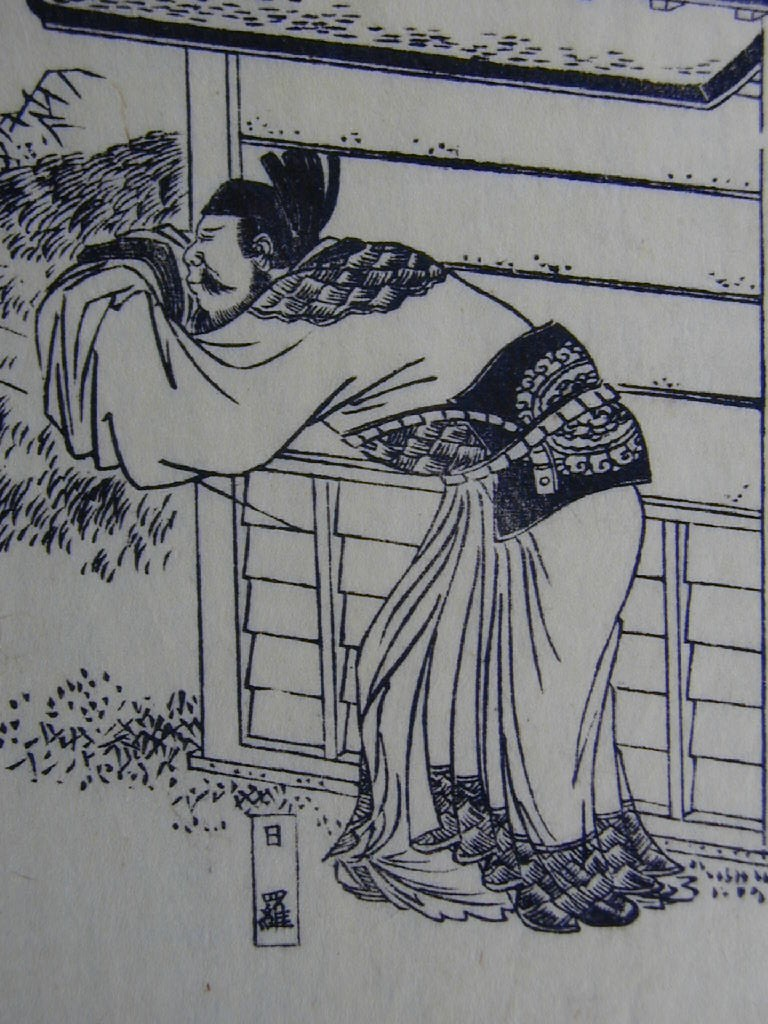
日羅（『三国七高僧伝図会』より）

日羅（にちら、? - 583年12月）は、6世紀朝鮮半島にあった百済の王に仕えた日本人、あるいは倭系百済官僚。父は火（肥後国）葦北（現在の葦北郡と八代市）国造刑部靭部阿利斯登（ゆげいべのありしと）。

## 概要
父・阿利斯登は宣化天皇の代に朝鮮半島に渡海した大伴金村に仕えた九州出身の武人であった。そのため、『日本書紀』敏達天皇12年条では、日羅は金村を「我が君」と呼んでいる。
日羅は百済王威徳王から二位達率（だっそつ）と極めて高い官位を与えられた倭系百済官僚であったが、これは日羅が高い官位を与えられていたのは、継体天皇や欽明天皇の時代の倭系百済官僚の働きを評価されてのものであったとする説が存在する。
『日本書紀』によれば、583年には、敏達天皇の要請により来日し、阿斗桑市（あとくわのいち）の地に館を与えられた。朝鮮半島に対する政策について朝廷に奏上した。その内容が人民を安んじ富ましめ国力を充実したうえで船を連ねて威を示せば百済は帰服するであろうことや、百済が九州に領土拡大を謀っているので防御を固め欺かれぬようにすべきこと等の百済に不利な内容であったため、同年12月に百済国役人の徳爾と余奴らによって難波で暗殺された。物部贄子と大伴糠手子により小郡の西畔丘に埋葬され、後に葦北に移葬されたとされる。
『聖徳太子伝暦』や『今昔物語集』などでは、聖徳太子が師事した、百済の高僧であるとされている。その他、漢字を日本の国々に広めたと伝わる。

## 伝説
墓は父阿利斯登の縁の地である熊本県八代市坂本町百済来下馬場の百済来地蔵堂前に現存する。
- 『日羅公伝』によれば、墓は現在の八代市坂本町百済来下の地蔵堂前にあることが記されている。
- 『新羅国志』に、「久多良木村の馬場に地蔵堂あり。是は日羅を葬れる所と云伝ふ。」と記されている。
- 『百済来村久多良木地蔵堂文書』に、「久多良木字馬場の地蔵堂は、日羅墓所の印として建立した」と記されている。熊本県津奈木町福浜とも伝わる。

大分県大野川流域や宮崎県などに多くの密教系寺院を開基し、磨崖仏を建立し、坊津にその名称の起源となった龍厳寺（後の真言宗一乗院）3坊を創建したとされている。
- 『百済来村久多良木地蔵堂文書』によれぱ、光仁天皇の御宇の宝亀元年（770年）、桧前中納言政丸が肥後国を治めていた時、日羅を慕い、百済来に在住していた日羅の孫である加津羅のもとを訪ね、釆地を与えたという。
- 日羅山
  - 日羅山金剛院（福岡県那珂川市）
  - 日羅山橋田寺（熊本県菊池市七城町橋田）
  - 日羅山東福寺・観音寺（熊本県宇城市小川町）[3]
  - 日羅山・竜宝山松森寺（宮崎県東諸県郡国富町大字本庄字田尻）

## 関連書籍
- 鈴木喬 編『熊本の人物』熊本日日新聞社、1982年、20頁。